# Charles-Henri Sanson
Charles-Henri Sanson (Paris, 15 de fevereiro de 1739 - Paris, 4 de julho de 1806), foi o carrasco real do Reino da França em Paris e Alto-Executor da Primeira República Francesa, sendo responsável diretamente por quase 3.000 execuções, incluindo a do rei Luís XVI.

## Biografia
Charles-Henri Sanson era filho de Charles-Jean-Baptiste Sanson e sua primeira esposa Madeleine Tronson. Foi educado, primeiramente, em um convento em Rouen até 1753, pois foi forçado a sair quando o pai de um outro aluno descobriu que ele era filho de um carrasco[carece de fontes?].
Ele também executou Maria Antonieta rainha francesa, depois demonstrando a cabeça dela ao publico.No dia 16 de Outubro de 1793.
A família Sanson tem uma longa história de membros que eram carrascos oficiais na França. Charles-Henri Sanson era bisneto do carrasco nomeado por Luís XIV, Charles Sanson (1658-1695), que foi nomeado carrasco de Paris em 1684.
Morreu em 4 de julho de 1806, em Paris, sendo enterrado no Cemitério de Montmartre.

## Legado
Entrou para história francesa como o carrasco de várias pessoas importantes na sociedade da França, entre elas o já citado Luís XVI, Danton, Desmoulins, Saint-Just, Robespierre.
Existe uma anedota na França sobre sua pessoa a qual diz que, após se aposentar do posto de carrasco, teria encontrado casualmente com Napoleão Bonaparte, o qual lhe perguntou sobre como conseguia dormir em paz, depois de tantas execuções. A resposta dele foi: "Se os imperadores, os reis e os ditadores podem dormir bem, por que eu não conseguiria o mesmo?” .